# Mezőpeterd
Mezőpeterd (em romeno: Peterd) é um município da Hungria, situado no condado de Hajdú-Bihar. Tem 18,23 km² de área e sua população em 2015 foi estimada em 599 habitantes.